# Bengt Ekerot
Nils Bengt Folke Ekerot (Estocolmo, 8 de fevereiro de 1920 — Estocolmo, 26 de novembro de 1971) foi um ator e diretor sueco.

## Biografia
Ekerot nasceu em Estocolmo. Ele teve vários papéis em filmes suecos, mas se tornou imortalizado em 1957 quando estrelou O Sétimo Selo, de Ingmar Bergman, retratando a morte como um homem de rosto branco em um manto negro, um arquétipo que influenciou a representação da Morte em incontáveis instâncias em filmes e outras mídias desde então.

## Filmografia selecionada
- Eles Apostaram Suas Vidas (1940)
- Hanna em sociedade (1940)
- O Sétimo Selo (1957)
- O Mágico (1958)
- A vida é simplesmente ótima (1967)
- Quem viu ele morrer? (1968)